# Burg Liebenfels (Thurgau)
Die Burg Liebenfels im Schweizer Kanton Thurgau, südöstlich von Mammern an der Strasse nach Lanzenneunforn, einem Ortsteil von Herdern, steht auf einem 230'350 m² grossen Grundstück. Markantestes Bauwerk der Anlage ist der Bergfried. Nördlich davon befinden sich ein Hof und Wohnbauten, südlich Anbauten mit Staffelgiebeln aus dem 16. Jahrhundert.

## Geschichte
Die Burg und ihr Erbauer Hermann I. von Liebenfels wurden 1254 erstmals urkundlich erwähnt. Die Herren von Liebenfels waren Ministerialen der Bischöfe von Konstanz und übten weltliche und geistliche Ämter aus. Es finden sich um diese Zeit Kanoniker derer von Liebenfels in Zurzach und Embrach. Für ihre treuen Dienste wurde ihnen Haus- und Hofstätte in Konstanz verliehen, der spätere «Lanzenhof». Ein Abkömmling der Ritter von Liebenfels, Konrad von Liebenfels, war von 1296 bis 1313 Abt zu Allerheiligen, dem Kloster von Schaffhausen. Die Herrschaft Liebenfels blieb zusammen mit Lanzenneunforn, Ammenhausen, Wilen und anderen Besitzungen bis 1390 in den Händen des Geschlechts der Liebenfels.
Zu dieser Zeit verkaufte Rudolf von Liebenfels Burg und Herrschaft an Hermann Grämlich aus Konstanz. 1395 gingen sie an Heinrich von Tettikofen über. Während des Konstanzer Konzils (1414–1418) residierte Barbara von Cilli, die zweite Frau von Kaiser Sigismund, in der Konstanzer Residenz der Edlen von Lanz-Liebenfels.  Um 1460 brachte ein reicher Kaufmann, Hans Lanz, durch seine Heirat mit Anna von Tettikofen Burg Liebenfels in seinen Besitz. Lanz von Liebenfels war Hofmeister, bischöflicher Rat und Stadtammann von Konstanz und wirkte als Diplomat von Herzog Sigismund von Österreich-Tirol und später von König Maximilian I. Kaiser Friedrich III. schlug ihn zum Ritter und verlieh ihm und seinen Nachkommen Wappen und Namen derer von Liebenfels. Dieses Wappen ist im Münster von Konstanz heute noch zu besichtigen. Nach der Einnahme durch eidgenössische Freischaren 1475 musste der Turm renoviert werden. 1476 erwarb Hans von Toggenburg die Burg von den Zehn (eidgenössischen) Alten Orten. Ab 1488 wurden weitere Bauten errichtet.
Seit 1510 gehörte Gündelhart zu Liebenfels. 1572 verkauften die Brüder Heinrich und Jakob Lanz Burg und Herrschaft (ohne Gündelhart) an Hans Christoph von Gemmingen, dessen Geschlecht bis 1654 hier residierte. Sein Sohn Johann von Gemmingen zu Liebenfels starb kinderlos. Nachfolgend gelangte die Herrschaft an das Zisterzienserkloster St. Urban im Kanton Luzern, das bis zur Auflösung des Klosters Besitzer des Burgschlosses war.
Nach der Säkularisation 1848 kaufte der aus Deutschland emigrierte Schriftsteller, Verleger und Literaturprofessor Adolf Ludwig Follen Schloss Liebenfels, das nach der Niederlage der Märzrevolution Flüchtlingen Asyl bot. Follen versammelte Dichter seiner Zeit wie Hoffmann von Fallersleben und Gottfried Keller um sich. Er wurde zum Mentor des jungen Keller. Die Seidenzucht, die Follen auf dem Anwesen einrichtete, blieb erfolglos. 1855 musste er das Schloss verarmt aufgeben. 1858 erhielt die Anlage mit dem Fabrikanten Caspar Bebié einen neuen Besitzer. Weitere bürgerliche Besitzer folgten.
Von 1948 bis 1992 war das Schloss unbewohnt und verwaiste, bis es 1992 von Klaus W. Ebert und Christiane Ebert-Schnaufer erworben und aufwendig renoviert wurde.   Drei ihrer Kinder wurden in der Schlosskapelle getauft. 2009 kam Klaus Ebert senior durch einen Verkehrsunfall ums Leben. Die Erbengemeinschaft übernahm das Schloss.